# 愛知県立時習館高等学校
愛知県立時習館高等学校（あいちけんりつ じしゅうかん こうとうがっこう）は、愛知県豊橋市富本町に所在する公立高等学校。
略称は時習(じしゅう)。
2023年10月には創立130周年を迎えた。
2026年度、附属中学校が開校予定。

## 特色
1893年（明治26年）に私立補習学校時習館として開校。校名の由来は三河吉田藩藩主の松平信復が設立した藩校である「時習館」（1752年（宝暦2年）設立）からで、館名「時習」は孔子『論語』の「學而時習之」（学びて時に之れを習ふ）という一節に由来する。
難関大進学に重きを置いており、例年旧帝国大学や、早慶上理への合格者を輩出している。2008年度には、東京大学25名、京都大学23名、名古屋大学56名、早稲田大学51名、慶應義塾大学30名などの進学実績を挙げた。
2008年（平成20年）にスーパーサイエンスハイスクール（SSH）、加えて2015年（平成27年）にスーパーグローバルスクール（SGH）の指定を受けた。2011年（平成23年）からイギリスのセント・ポールズ校とセント・ポールズ女子校、2012年からドイツのオットー・フォン・タウべ・ギムナジウム、2018年からマレーシアのジッ・シン校と姉妹校提携を結んでいる。
なお、雨森たきびの人気ライトノベルである「負けヒロインが多すぎる！」で主人公らが通うツワブキ高校のモデルは、この時習館高校である。
校訓に「自考自成」を掲げ、教育指導方針としている。

## 歴史
前史
- 1752年（宝暦2年） - 三河吉田藩藩主の松平信復により、藩校「時習館」創設[6]。
- 1872年（明治5年） - 藩校「時習館」廃止[6]。

歴史
- 1893年（明治26年） - 私立補習学校時習館として創設[2]。
- 1895年（明治28年） - 豊橋町立豊橋尋常中学時習館に改称[2]。
- 1896年（明治29年） - 校旗を制定[2]。
- 1900年（明治33年） - 愛知県に移管され、愛知県第四中学校に改称[2]。翌年、愛知県立第四中学校と改称[2]。
- 1922年（大正11年） - 愛知県豊橋中学校に改称[2]。
- 1945年（昭和20年） - 豊橋大空襲により、校舎、校旗、藩校「時習館」より受け継ぐ扁額『時習館』及び旧藩以来200年に亘り使用された大太鼓を焼失。
- 1946年（昭和21年） - 現在の校地である豊橋陸軍予備士官学校砲兵隊跡へ移転[2]。
- 1947年（昭和22年） - 学校新聞『時習』を創刊[6]。
- 1948年（昭和23年）
  - 4月 - 愛知県立豊橋高等学校に改称[2]。
  - 10月 - 愛知県立豊橋時習館高等学校に改称[2]。48年ぶりに時習館の名が復活した。全校生徒による投票で絞り込んだ案の中から教員が校名を決定した[6]。投票の際には「時習館」と「豊南」の2系統の案が上位を占めた[6]。
- 1950年（昭和25年） - 校歌「わが時習館」を制定。作曲は当時在籍していた生徒に、作詞は金田誠一教員によるものであった。その翌年、応援歌「若き力」を制定。
- 1956年（昭和31年） - 愛知県立時習館高等学校と改称[2]。三河全域を学区とする大学区制開始[2]。
- 1972年（昭和47年） - 高豊分校・二川分校が統合され、愛知県立豊橋南高等学校として独立する。
- 1973年（昭和48年） - 学校群制度により、愛知県立豊橋南高等学校と豊橋第一学校群（通称：豊橋一群）を組む。
- 1989年（平成元年） - 複合選抜方式を入学試験に導入。
- 2008年（平成20年） - スーパーサイエンスハイスクール（SSH）の指定を受ける。
- 2011年（平成23年） - コアSSHの指定を受ける。イギリスのセント・ポールズ校、セント・ポールズ女子校と姉妹校提携を結ぶ。
- 2012年（平成24年） - セント・ポールズ校からの紹介で、ドイツのオットー・フォン・タウベ・ギムナジウム（ドイツ語版）と姉妹校提携を結ぶ。
- 2015年（平成27年） - スーパーグローバルハイスクール（SGH）の指定を受ける。
- 2020年 (令和2年) あいちグローバルハイスクールの指定を受ける。
- 2023年(令和3年) あいちリーディングスクールの指定を受ける。

## 学校行事
毎年9月上旬、文化祭と体育祭を合わせた「時習祭」が3日間開催されている。文化祭は2日に渡り開催され、1日目は内部生徒のみで催され、2日目のみ一般公開されている。例年、2日目に中学生の体験入学も同時に実施されている。毎年大きな盛り上がりを見せており多くの近隣住民が来訪する上に、生徒の記憶にも残るメインイベントである。近年は1、2年生が教室を利用した一般企画を、3年生が体育館を利用した40分前後の劇を、各クラスごとに発表する形式をとっている。
2024年度の時習祭では、負けヒロインが多すぎる！がアニメ化され地上波で放送された時期と重なっていたこともあり、来場者数は5000人を超えた。
体育祭は競技別に分かれて組で競う。毎年春に3年前期のHR会長による抽選により、縦割の組で色（赤、桃、橙、黄、緑、青、紫、黒の8色）が決められ、各組ごとに対応のカラーシャツを購入、背中(2023年度までは前後)に組・名簿番号のワッペンを縫い付け、着用するように指定されている。
一時期は男子生徒による相撲体操の演舞が慣例となっていたが、家庭科必修化に伴う練習時間の不足を理由に、1994年（平成6年）度入学生から廃止された（しかし、1997年（平成9年）体育祭までは、相撲体操の存続を望む有志により、閉会式後にゲリラ開催が行われ、職員も黙認する状態であった）。
現在は体育祭後、男子のみが参加出来る「ファイヤーストーム（通称：ストーム）」が行われる。近年では女子企画として体育館で女子が参加可能なストームや、男女合同でストームの火を囲んで歌を歌い走り回るフィナーレも行われるなど、その形態は変化しつつある。ストーム委員のみストームの際に臙脂色のシャツを着用でき、背中に「炎舞」や「灼熱」、「熱男」など火に関連する言葉が印字されている。
9月と3月に年二回クラスマッチが開催される(2023年度までは7月と3月開催)。3月は卒業式後のため、1・2年生のみで開催する。また、体育祭と同様のカラーシャツを着用するように指定されている。
また、ホームカミングデーと称して、各界で活躍する卒業生を招き講演会を依頼している。

## 部活動

### 運動部
- 陸上部
- 剣道部
- 柔道部
- 弓道部
- 野球部 - 第1回全国中等学校優勝野球大会から現代まで地区大会の皆勤出場をしている15校の内の1校でもある。
- 卓球部
- 水泳部
- 山岳部
- ハンドボール部
- ソフトボール部
- バレーボール部
- バスケットボール部
- テニス部
- ソフトテニス部
- バドミントン部
- サッカー部
- ラグビー部
- なぎなた部

### 文化部
- 吹奏楽部
- 美術部
- 放送部
- 文学部
- 演劇部
- 華道部
- 茶道部
- 書道部
- 家庭部
- SSH化学部
- SSH生物部
- SSH物理部
- SSH地学部
- SSH数学部
- SGH外国語部
- SGH歴史部
- ゆりのき会（ボランティア）

## 著名な卒業生
- 荻野久作 - 産婦人科医
- 富安風生 - 俳人。逓信次官などを歴任
- 池田末男 - 陸軍少将。戦車第11連隊長として占守島の戦いで奮戦し、戦死
- 桜井省三 - 陸軍中将
- 宮崎周一 - 陸軍中将。ミズーリ号降伏文書調印使節一員
- 丸山薫 - 詩人
- 清川正二 - 1932年ロス五輪100ｍ背泳ぎ金メダリスト・1936年ベルリン五輪100m背泳ぎ銅メダリスト、日本人初となるIOC副会長。元兼松社長
- 杉浦明平 - 小説家、評論家、毎日出版文化賞
- 中尾佐助 - 農学者、文化人類学者、大阪府立大学名誉教授。毎日出版文化賞
- 今西晃 - 元丸美屋食品工業社長
- 青木茂 - 元参議院議員、サラリーマン新党初代党首
- 高橋アキラ - 元豊橋市長、愛知県議会議長
- 村田敬次郎 - 元衆議院議員、元自治大臣兼国家公安委員長、元通商産業大臣
- 大林太良 - 民俗学者、東京大学名誉教授、朝日賞、毎日出版文化賞
- 白井永二 - 神社本庁総長
- 今泉潤太郎（時習3回生） - 中国語学者、愛知大学名誉教授
- 川合伸旺（時習3回生） - 俳優、声優
- 子安美知子（時習4回生） - ドイツ文学者、早稲田大学名誉教授。シュタイナー教育の紹介者
- 高柳先男（時習8回生） - 国際政治学者、元中央大学教授、毎日出版文化賞
- 板倉文忠（時習11回生） - 名古屋大学名誉教授、元電子情報通信学会副会長、紫綬褒章。ディジタル信号処理、音響・音声工学
- 藤田佳久（時習11回生）  - 愛知大学名誉教授。地理学者、東亜同文書院記念基金会記念賞受賞
- 早川勝（時習11回生） - 元豊橋市長、元衆議院議員、元内閣総理大臣補佐
- 小川晴久（時習11回生） - 東洋思想学者、東京大学名誉教授
- 杉田成道（時習14回生） - テレビディレクター、映画監督。『北の国から』シリーズ演出
- 伊丹敬之（時習15回生） - 一橋大学名誉教授、元組織学会会長、文化功労者、紫綬褒章
- 宮城谷昌光（時習15回生） - 歴史小説家。『夏姫春秋』で直木賞受賞
- 太田昭宏（時習16回生） - 衆議院議員、公明党前代表、元国土交通大臣
- 内田雅敏（時習16回生） - 弁護士、社会運動家
- 板倉英則（時習17回生） - 元国土交通審議官、元日本下水道事業団理事長、元不動産適正取引推進機構理事長
- 杉井孝（時習17回生） - 元大蔵省大臣官房審議官、弁護士
- 山本明彦（時習17回生） - 元衆議院議員、元内閣府副大臣
- 太田房江（時習22回生） - 参議院議員、元大阪府知事、元通商産業省大臣官房審議官、元岡山県副知事
- 近藤晴貞（時習23回生） - 西松建設社長、全国建設業協会会長、一級建築士
- 安形哲夫（時習24回生） - ジェイテクト社長、中部経済連合会副会長、時習館同窓会教育基金理事長
- 佐原光一（時習24回生） - 元豊橋市長、元国交省中部地方整備局副局長
- 平田満（時習24回生） - 俳優
- 佐野裕志（時習25回生） - 民事訴訟法学者、専修大学教授、元法務省司法試験考査委員
- 岩瀬敏（時習26回生） - 宇宙医学者、神経内科医、愛知医科大学客員教授
- 松井茂記（時習26回生） - 憲法学者、ブリティッシュコロンビア大学教授、大阪大学名誉教授
- 池上俊一（時習27回生） - 歴史学者。東京大学大学院総合文化研究科教授。西洋中世史
- 岡田太造（時習28回生） - 元厚生労働省社会・援護局長、元内閣府大臣官房審議官
- 林眞琴（時習28回生） - 法務官僚、検事総長
- 宮川美津子（時習30回生） - 最高裁判所判事、弁護士
- 杉田浩章（時習31回生） - 元ボストン・コンサルティング・グループ日本代表、早稲田大学教授
- 木俣佳丈（時習35回生） - 元参議院議員、元参議院経済産業委員会委員長
- 根本幸典（時習35回生） - 衆議院議員、国土交通大臣政務官
- 阿部悌（時習43回生） - NHKアナウンサー
- 大蔵哲士（時習43回生） - NHKラジオセンターディレクター
- 蝶々（時習43回生） - エッセイスト
- ハンサム判治（時習44回生） - 歌手、デブパレード、
- 村上大樹（時習44回生） - 劇作家。
- 太田裕朗（時習47回生） - 実業家
- 石川慶（時習48回生） - 映画監督
- 尾川智子（時習49回生） - フリークライマー
- 佐々木洋平（時習52回生） - 俳優
- 黒田信哉（時習53回生） - NHKアナウンサー
- 神谷修平（時習53回生） - 建築家、クリエイティブディレクター、実業家
- 光部杏里（時習54回生） - 元NHK静岡放送局キャスター
- 鈴木しおり（時習54回生） - メ〜テレアナウンサー
- 長坂尚登（時習54回生） - 現豊橋市長
- 鈴木理香子（時習55回生） - フリーアナウンサー、元中京テレビ、青森朝日放送アナウンサー
- 福井仁美（時習57回生） - 実業家、元タレント
- 神戸和貴（時習58回生） - NHKアナウンサー
- 仲井洋平（時習60回生） - 社会人野球選手
- 鈴木亜由子（時習62回生） - 陸上競技選手
- 山本修平（時習62回生） - 陸上競技選手
- 大野晃佳（時習68回生） - 読売テレビアナウンサー

## 交通
- 豊橋鉄道渥美線、愛知大学前駅・南栄駅より徒歩で約5分。